# Emanuel Iñíguez
Emanuel Iñíguez (General Pirán, 16 de septiembre de 1996) es un futbolista argentino que se desempeña como lateral derecho o central en Monagas Sport Club, de la Primera División de Venezuela.

## Trayectoria
Sus comienzos en las divisiones formativas fueron como defensa central, posición en la que hizo su debut con  el primer equipo en la victoria 1 a 0 sobre Villa Dálmine, el 2 de abril de 2018, campeonato de Primera B Nacional 2017-18. En esa temporada el club consiguió el campeonato y el ascenso.
En la temporada 2018-19 supo afianzarse como titular disputando la Superliga Argentina, jugando la mayoría de los partidos como lateral por derecha, posición que siguió ocupando.

## Clubes
| Club               | País      | Año       |
| ------------------ | --------- | --------- |
| Aldosivi           | Argentina | 2018-2024 |
| Monagas Sport Club | Venezuela | 2025-     |

## Estadísticas

### Clubes
- Actualizado hasta el 14 de enero de 2021.

| Aldosivi Argentina |                     |                     |    |    |    |   |   |    |    |      |      |
| 2.ª | 2017-18             | 6                   | 0  | 1  | 0  | - | - | 7  | 0  | 0,00 |      |
| 1.ª | 2018-19             | 16                  | 0  | 5  | 0  | - | - | 21 | 0  | 0,00 |      |
| 1.ª | 2019-20             | 13                  | 1  | 1  | 0  | - | - | 14 | 1  | 0,07 |      |
| 1.ª | 2020                | -                   | -  | 11 | 2  | - | - | 11 | 2  | 0,18 |      |
| Total club | Total club          | Total club          | 35 | 1  | 18 | 2 | - | -  | 53 | 3    | 0,05 |
| Total en su carrera | Total en su carrera | Total en su carrera | 35 | 1  | 18 | 2 | - | -  | 53 | 3    | 0,05 |
| (1) Las copas nacionales se refiere a la Copa Argentina y a la Copa de la Liga Profesional. (2) Las copas internacionales se refiere a la Copa Libertadores y a la Copa Sudamericana. (3) Media de goles por encuentro. No incluye goles en partidos amistosos. |                     |                     |    |    |    |   |   |    |    |      |      |

## Palmarés

### Torneos nacionales
| Título             | Equipo   | País      | Año     |
| ------------------ | -------- | --------- | ------- |
| Primera B Nacional | Aldosivi | Argentina | 2017/18 |
| Primera B Nacional | Aldosivi | Argentina | 2024    |